# 今井智景
今井智景（Chikage Imai いまい ちかげ、1979年3月15日 - ）は、日本の現代音楽の作曲家。

## 経歴
これまでに作曲を湯浅譲二、松井昭彦、ウィム・ヘンドリクス、ファビオ・ニーダーに師事。
ロームミュージックファンデーション奨学生(2005年-2008年)、第28回国際入野作曲コンクール佳作、Prix Annelie de Man 2012佳作受賞。シーインクス ・プロジェクト主宰。
あいちトリエンナーレの招待作家として発表した自らが作曲、構成と演出を手がけた音楽と写真と映像による舞台芸術作品「シネクドキズム3」を披露した。